# Courtland, Alabama
Courtland là một thị trấn thuộc quận Lawrence, tiểu bang Alabama, Hoa Kỳ. Dân số năm 2009 là 761 người, mật độ đạt 101 người/km².